# Étienne Antonelli
Pour les articles homonymes, voir Antonelli.
Étienne Antonelli, né le 24 août 1879 à Valence (Espagne) et mort le 7 mars 1971 à Montpellier (Hérault), est un économiste et homme politique français.

## Biographie

### Jeunesse et études
Étienne Antonelli effectue ses études secondaires au lycée Thiers, à Marseille, où il obtient son baccalauréat,. Il joue quelques matchs de football sous les couleurs de l'Olympique de Marseille. Après de brillantes études de droit à l'université d'Aix-en-Provence, Étienne Antonelli soutient ses deux thèses en 1905 et 1906 à l'université de Paris. Il est reçu à l'agrégation de droit.

### Parcours professoral
Il commence une carrière universitaire à la faculté de droit de Montpellier, puis à Paris et, en 1913, à Poitiers. Il s'intéresse très rapidement à l'économie sous sa forme mathématisée et fait paraître en 1914 un ouvrage intitulé Principes d'économie pure. Il est professeur à Lyon de 1919 à 1924, date de son élection comme député. Après sa défaite en 1932, il reprend sa carrière universitaire au Conservatoire des arts et métiers, puis à Montpellier.
Il enseigne également à l'École libre des sciences politiques.

### Carrière politique
Il s'intéresse également à la vie politique et figure parmi les fondateurs du Comité de Démocratie sociale, en 1906. En 1924, il est élu député de la Haute-Savoie sur la liste du Cartel des gauches et s'inscrit au groupe SFIO. Il se spécialise dans les questions sociales et est le véritable père de la première loi sur les assurances sociales obligatoires, en 1928. Réélu en 1928, il s'occupe beaucoup du suivi de cette loi. Il est battu en 1932 et quitte la vie politique.

## Source
- « Étienne Antonelli », dans le Dictionnaire des parlementaires français (1889-1940), sous la direction de Jean Jolly, PUF, 1960 [détail de l’édition]